# Iris almaatensis
Iris almaatensis là một loài thực vật có hoa trong họ Diên vĩ. Loài này được Pavlov miêu tả khoa học đầu tiên năm 1950.